# Erythrophleum ivorense
Espèce
Classification APG III (2009)
Erythrophleum ivorense est une espèce de plantes à fleurs de la famille des Fabaceae, qui a pour noms vernaculaires lim du Gabon, ou encore tali (en français), et ordeal tree, ou sasswood tree (en anglais). C'est un arbre présent en Afrique de la Gambie à la Centrafrique et au Gabon. 

## Description
Erythrophleum ivorense est un arbre de grande taille, faisant jusqu’à 40 m de haut, à fût cylindrique.

L’écorce externe est écailleuse, généralement fissurée, de couleur grise. L’écorce interne est granuleuse et rougeâtre. Le bois de cœur est de couleur brun jaunâtre à brun rougeâtre.
La sève est de couleur rouge. Elle a donné son nom à l'arbre : selon le Cirad, le terme erytho-phleum est formé à partir des deux mots grecs ἐρυθρός (éruthrόs, rouge) et φλέω (phléô, couler en abondance).
Les feuilles sont alternes.
L’arbre produit des grappes atteignant 8 cm de long, avec des fleurs de couleur brun-rouge, bisexuées, et régulières. Le fruit est une gousse plate, de 5-10 cm sur 3-5 cm, contenant 2-10 graines ovoïdes.

## Utilisation
L’écorce est vendue sous le nom d’écorce de tali, sassy-bark, mancona bark, ou casca bark. En Sierra Leone, l’extrait d’écorce s’utilise comme émétique et laxatif, et en externe pour calmer les douleurs. En Côte d’Ivoire, l’écorce des jeunes rameaux est utilisée pour soigner la variole. Dans certaines régions, l’écorce sert comme poison pour la chasse et la pêche. Elle peut être utilisée pour le tannage.
Le bois est vendu sous les appellations erun, missanda, sasswood, alui, bolondo, ou tali. Il convient pour la menuiserie, la parqueterie, la construction navale, entre autres.